# Seznam dirkačev v motociklizmu (V)
- Cees van Dongen
- Boet van Dulmen
- Chris Vermeulen
- Walter Villa
- Arnaud Vincent